# Cung Huệ Vương hậu
Cung Huệ Vương hậu (chữ Hán: 恭惠王后, Hangul: 공혜왕후, 11 tháng 10, 1456 - 15 tháng 4, 1474) là Vương hậu đầu tiên của Triều Tiên Thành Tông.

## Cuộc đời
Bà sinh ra vào ngày 11 tháng 10, năm Triều Tiên Thế Tổ thứ 2 (1456), tại phường Liên Hoa (蓮花坊), Thanh Châu. Bà là con gái của Thượng Đảng phủ viện quân Hàn Minh Quái và Hoàng Ly phủ phu nhân Li Hưng Mẫn thị (黃驪府夫人驪興閔氏). Bà có một người chị gái là Chương Thuận vương hậu, là Vương hậu của Triều Tiên Duệ Tông.
Năm Thế Tổ thứ 13 (1467), bà được gả cho Giả Sơn quân (者山君), và được phong làm Thiên An quận phu nhân (天安郡夫人). Sau khi Giả Sơn quân đăng cơ làm Quốc vương, bà cũng được phong làm Vương phi.
Tuy nhiên, bà không có được nhiều sự sủng ái từ Thành Tông, nên bà đã quyết định chọn hậu cung cho ông. Sử sách có nói, bà đã chuẩn bị nhiều váy áo đẹp cho hậu cung mới, sau đó còn liên tục ban đồ đẹp cho Hậu cung để mặc. Bà làm những điều này mà không hề có sự ghen tuông nào, cho thấy bà là người rất cao thượng, sử quan gọi bà là Hiền phi (賢妃).
Ngày 15 tháng 4, Triều Tiên Thành tông năm thứ 5 (1474), bà qua đời tại Cầu Hiền điện (求賢殿) ở Xương Đức cung, tại thế 19 tuổi. Bà không có con với Thành Tông, được ban thụy là Cung Huệ (恭惠), toàn thụy là Huy Ý Thận Túc Cung Huệ Vương hậu (徽懿慎肅恭惠王后; 휘의신숙공혜왕후), an táng tại Thuận lăng (順陵, Sunreung).